# Porn star martini

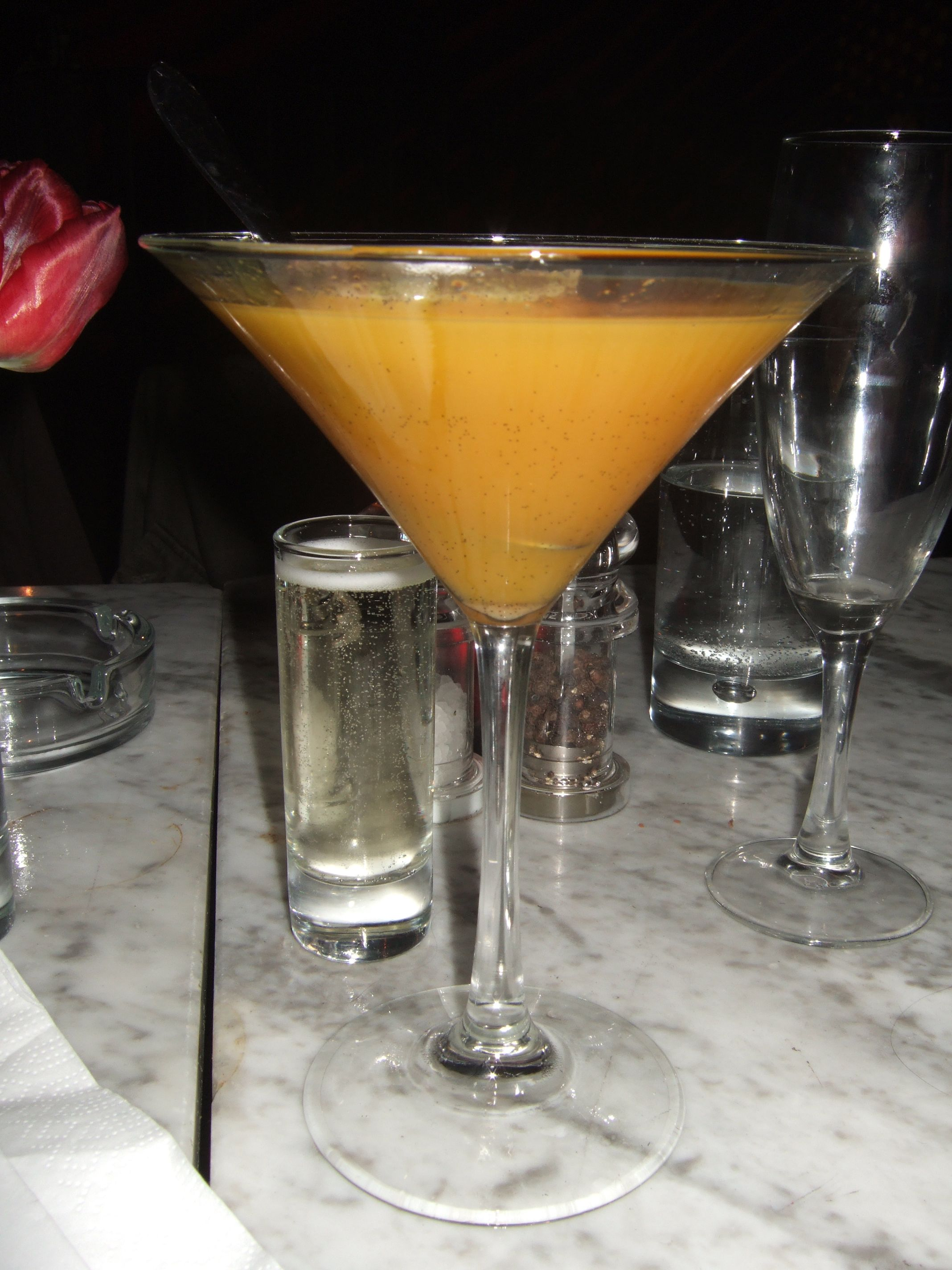
Een pornstar martini cocktail

De porn star martini (of pornstar martini) is een cocktail gemaakt van vanille wodka, passoa, passievruchtsap, limoen en passievrucht. Deze cocktail smaakt naar passievruchten en wordt koud gedronken. Op traditionele wijze wordt er bij deze cocktail een glas prosecco gedronken.

## Herkomst
De porn star martini werd in 1999 bedacht door Douglas Ankrah, de eigenaar van café Lab in de Londense wijk Soho, dat in 2016 de deuren sloot. In Engeland was het in 2018 volgens onderzoek de meest gedronken cocktail.

## Bereidingswijze
De volgende ingrediënten en hoeveelheden worden gebruikt voor één glas porn star martini.
- Vanilla vodka 25 ml
- Passievruchtsap 45 ml
- Limoensap
- Passievrucht

De vloeibare bestandsdelen worden in een cocktailshaker met ijs gegoten. Het mengsel wordt vervolgens geschud en uitgeschonken in een gekoeld martiniglas. Het drankje wordt gegarneerd met een schijfje passievrucht.

## Alcoholvrije variant

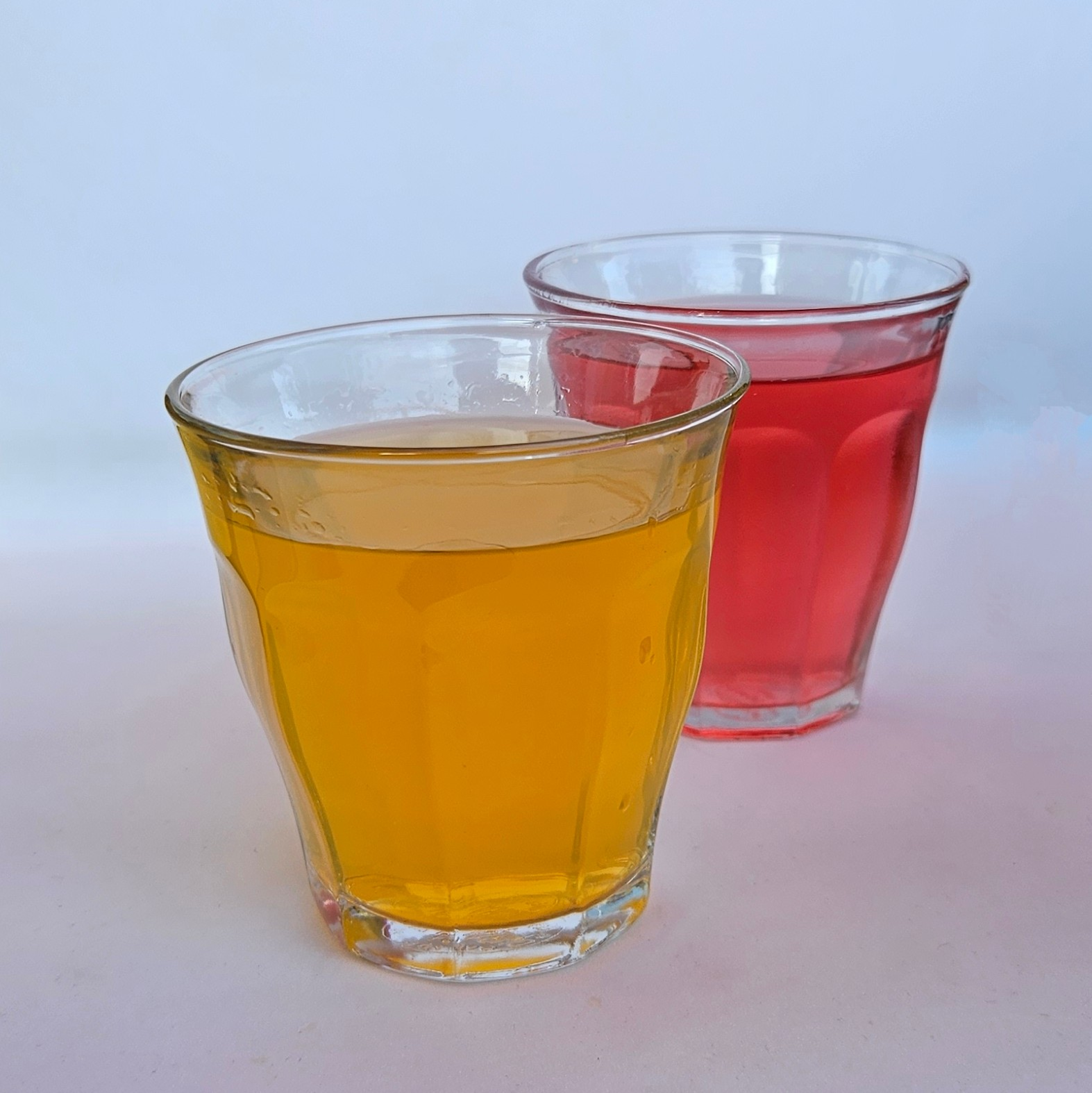
Een glas DubbelFrisss Pornstar Martini en Strawberry Mojito

In het voorjaar van 2023 bracht frisdrankfabrikant Riedel een alcoholvrije pornstar martini-variant van hun merk DubbelFrisss uit, alsmede "Strawberry Mojito". Op sociale media reageerden enkele ouders dat ze er moeite mee hadden hun kinderen een frisdrank met die naam te serveren. Wim van Dalen, directeur van STAP Alcoholpreventie, waarschuwde dat dit soort namen kinderen kan beïnvloeden en hen ertoe kan aanzetten om later alcohol te gaan drinken. Riedel reageerde op de controverse door te benadrukken dat hun "mocktails" aantonen dat alcohol niet nodig is om plezier te hebben.